# Oribotritia afromontanensis
Oribotritia afromontanensis är en kvalsterart som beskrevs av Wojciech Niedbała 2006. Oribotritia afromontanensis ingår i släktet Oribotritia och familjen Oribotritiidae. Inga underarter finns listade i Catalogue of Life.